# Vallsjöbaden
Vallsjöbaden är ett fritidshusområde vid Vallsjöns västra strand cirka fem kilometer öster om Sävsjö i Sävsjö kommun. Från 2015 avgränsar SCB här en småort.
Området omfattar cirka 50-70 mindre sommarstugor samt en badplats med bland annat dansbana, kafé, kiosk och minigolfbana. Fram till 1961 stannade tågen längs Vetlanda–Sävsjö Järnväg vid Vallsjöbadens hållplats under sommarmånaderna främst för att transportera ut badsugna vetlanda- och sävsjöbor från stadens damm och vimmel. Detta gjorde att Vallsjöbaden blev minst lika känt och omtyckt av Vetlandabor och detta har hållit i sig trots järnvägens nedläggning på 1960-talet. Vallsjöbadens dansbana lockar årligen mångtusentals besökare, främst i form av mogendansare. Dans samt kaféverksamhet utarrenderas av Sävsjö kommun som mestadels hyr ut verksamheten på entreprenad till olika intressenter.